# Jaberg
Jaberg är en ort och kommun i distriktet Bern-Mittelland i kantonen Bern, Schweiz. Kommunen har 304 invånare (2023).